# Se întorc pelicanii
Se întorc pelicanii este un film românesc din 1985 regizat de Ion Bostan.